# スプーンレスト

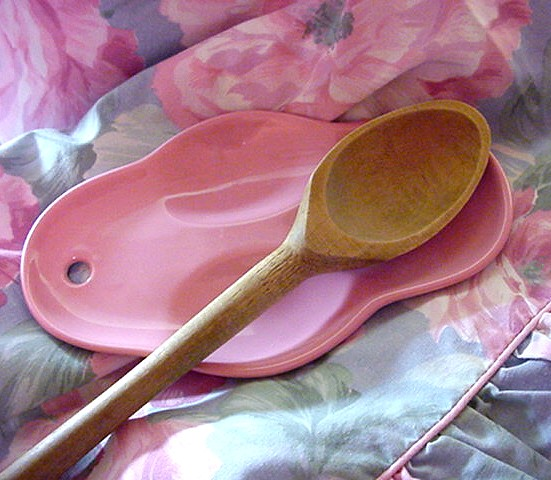
3つのスプーンを置くことができるスプーンレスト

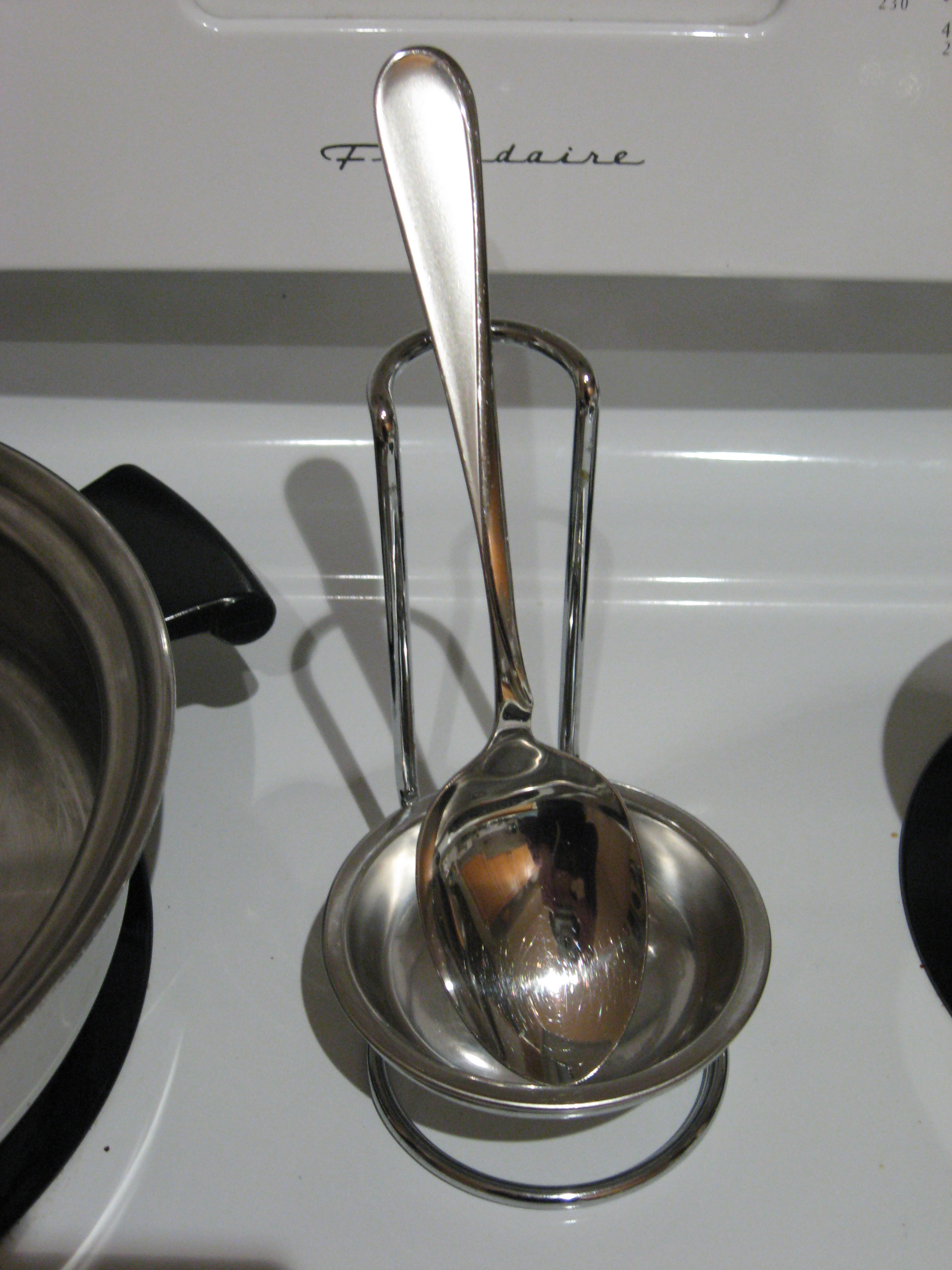
垂直にスプーンを置くタイプのスプーンレスト

スプーンレスト(Spoon rest)はキッチンウェアの1つであり、スプーンその他の食器を一時的に置いておく場所を提供するものである。その目的は、調理中にカウンターに料理の汁を垂らさないことや逆にカウンター上の埃等をスプーンに付けないことである。